# Kapelle Kuntzow

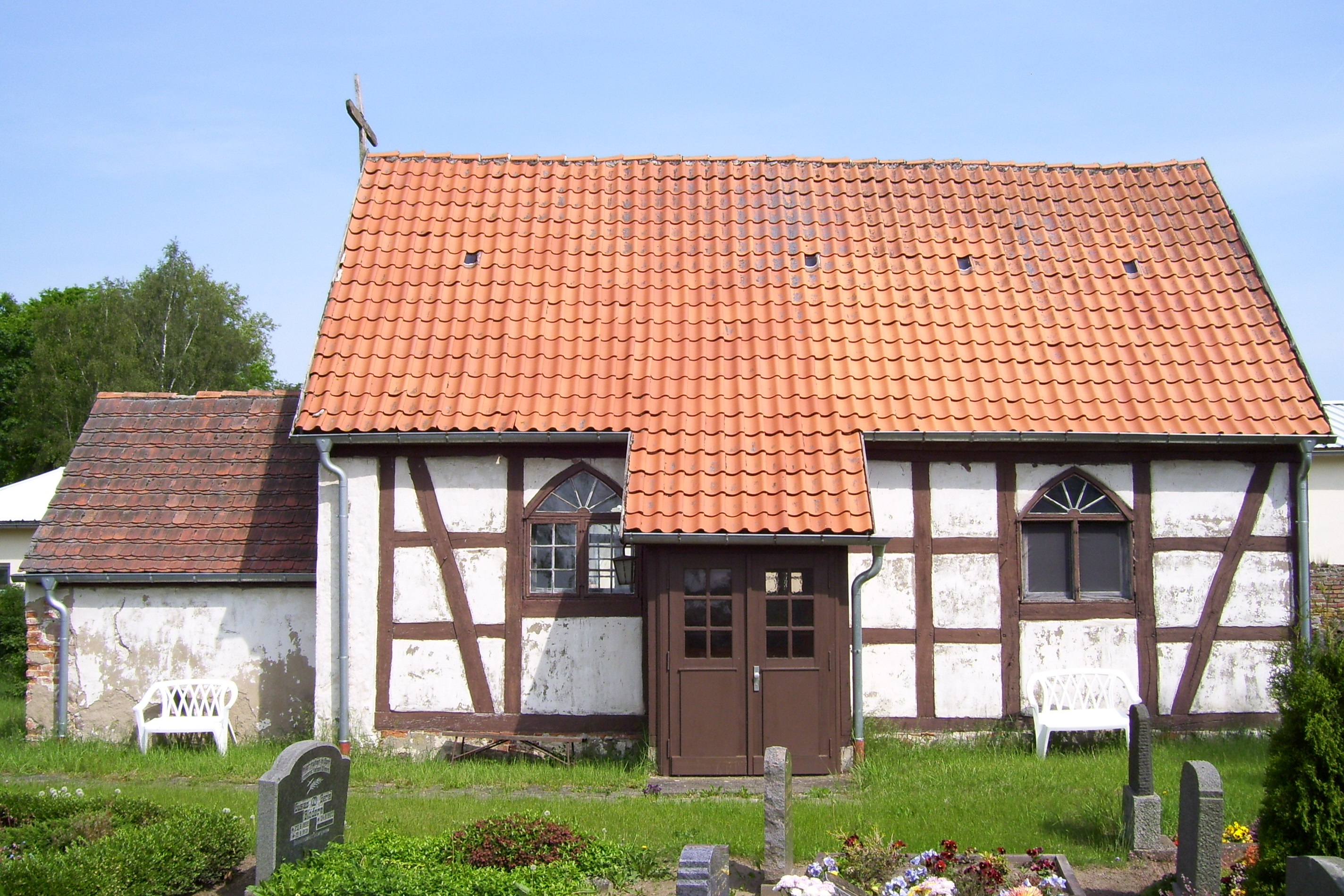
Kapelle Kuntzow – Südseite

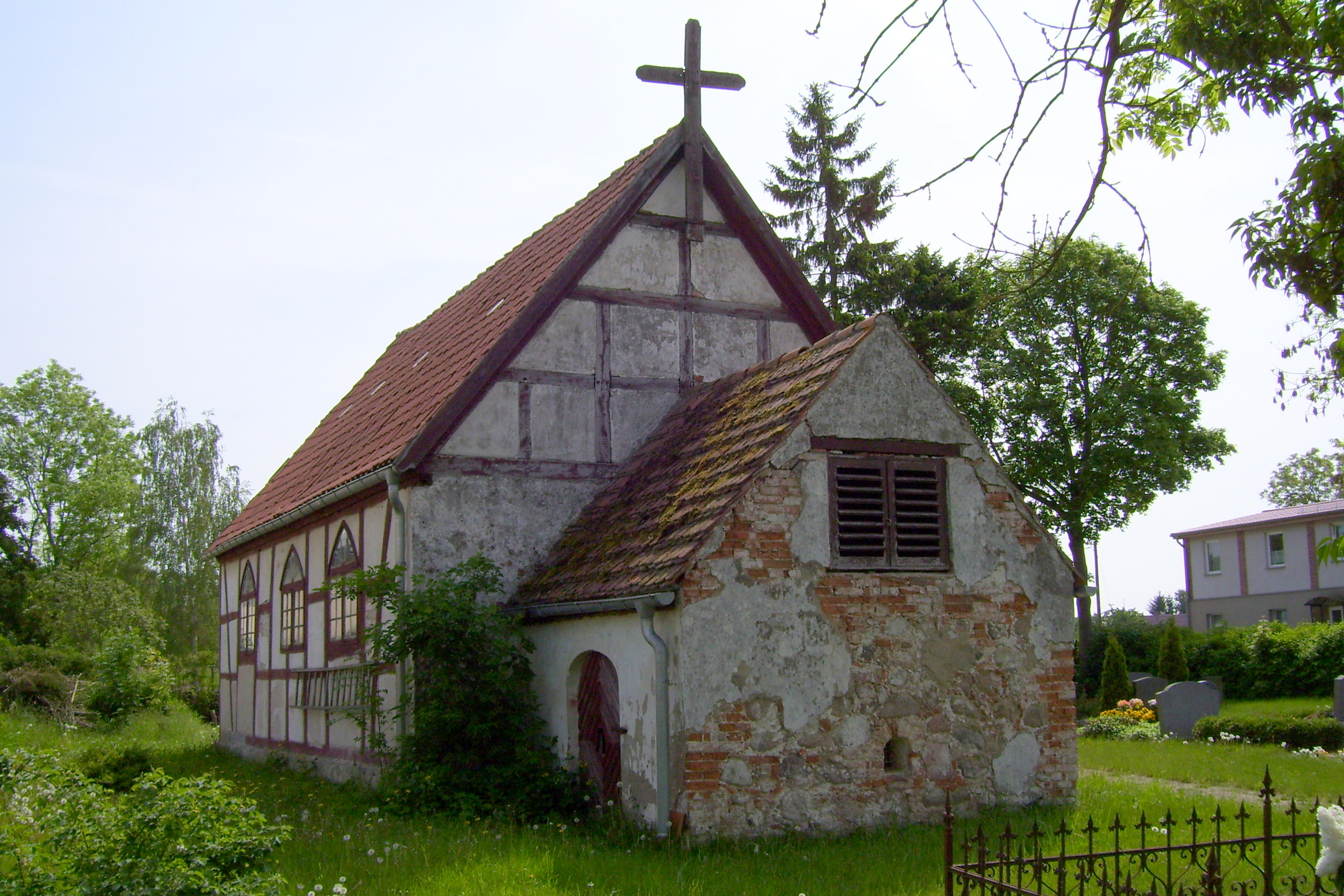
Westgiebel mit Gruftanbau

Die Kapelle Kuntzow ist eine Kapelle im Ortsteil Kuntzow der Gemeinde Bandelin im Landkreis Vorpommern-Greifswald. Sie gehört der Kommunalgemeinde und wird von der Kirchengemeinde Gützkow des Pommerschen Evangelischen Kirchenkreises genutzt.
Im Jahr 1428 wurde erstmals eine Kirche in Kuntzow erwähnt. Um 1830 war das Gebäude so weit verfallen, dass es einsturzgefährdet war und nicht mehr für Gottesdienste genutzt werden konnte. Nachdem der Kuntzower Gutsherr und Patron der Kirche von Corswandt nach kirchenamtlicher Genehmigung das baufällige Kirchengebäude hatte abbrechen lassen, erfolgte 1839/40 auf den Grundmauern der Bau der heutigen Kapelle, die am 18. September 1840 geweiht wurde. Sie ist ein rechteckiger Fachwerkbau mit verputzten Ziegelgefachen. Der Eingang auf der Südseite hat einen Vorbau mit angeschlepptem Dach. Zweiflügelige, nach außen öffnende hölzerne Kastenfenster mit spitzbogigem Oberlicht. Die Kapelle hat eine flache Holzdecke. Am Altar aus dem 19. Jahrhundert befindet sich eine Kopie des Gemäldes „Heilige Nacht“ von Antonio da Correggio. Neben einer Taufe aus Kunstsandstein aus dem 19. Jahrhundert gehört das Gemälde „Kreuzigung“ von E. C. Vorwerck aus dem 17. Jahrhundert zur Ausstattung der Kapelle.
Vor dem Westgiebel befindet sich ein Gruftanbau mit Rundbogenportal und Kreuzgewölbe, der als Erbbegräbnis für die Familie von Corswandt errichtet wurde. Bauzeitlich ist es dem Hauptmann Hermann von Corswant (1757–1823), respektive seinem Sohn Karl (1796–1879), seines Zeichens Leutnant a. D., zuzuordnen. Es handelt sich um einen verputzen quadratischen Backsteinbau mit einem ziegelgedeckten Satteldach. Der rundbogige Zugang befindet sich an der Nordseite des Anbaus.